# KV6
KV6 — гробница фараона Рамсеса IX из XX династии Нового царства (XII век до н. э.), последняя царская усыпальница в Долине Царей частного погребения. Мумия этого фараона найдена последней в царском тайнике TT320.
Археологические находки и качество отделки гробницы свидетельствуют о том, что ко времени смерти Рамсеса IX она ещё не была закончена. Работы таким образом были завершены поспешно, а некоторые помещения гробницы уменьшены в размерах[прояснить].

## Архитектура

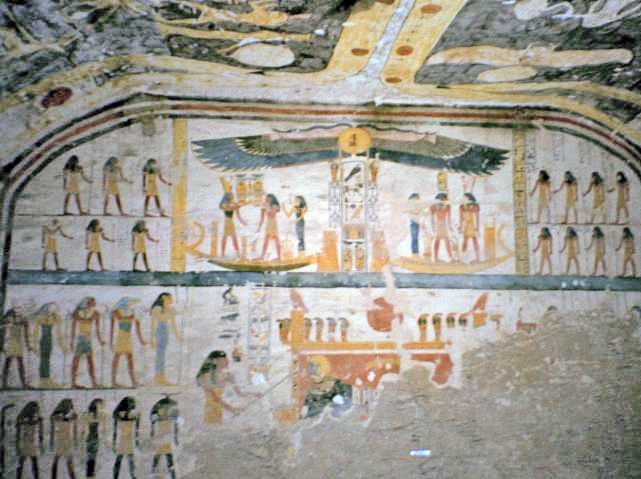
Дальняя стена погребальной камеры KV6

KV6 располагается в центральной части Долины Царей, напротив гробницы Рамсеса II. Строительство и декорирование не окончены из-за смерти фараона и набегам бандитов западной пустыни. 
Её необычайно широкий вход располагается между входами в гробницы KV5 и KV55. Общая длина KV6, основные помещения которой расположены по прямой оси, составляет 105 метров. Вход продолжается нисходящей рампой, ведущей к 3 последовательным участкам коридора. На его первом участке имеются 4 боковые сокровищницы, по 2 с каждой стороны, ни одна из них не закончена. За коридором следуют 3 камеры, последняя из которых представляет собой погребальную камеру фараона Рамсеса IX. Её сводчатый потолок украшен изображениями богини Нут. Боковые стены содержат сцены из «Книги пещер» и «Книги земли», на дальней стене изображён сам Рамсес на священной барке, в окружении множества богов.
В правление Пинеджема II (XXI династия) мумия Рамсеса IX была перепелёнута в Мединет-Абу и спрятана в тайнике Дейр эль-Бахри. Мумию положили в гроб Несхонс, жены Пинеджема II. Она (мумия) найдена в 1881 году.

## Археологические исследования
Гробница KV6 известна с античных времён, о чём свидетельствуют граффити на её стенах, оставленные римлянами и коптами.